# Tourouvre
Tourouvre település Franciaországban, Orne megyében. Lakosainak száma 1530 fő (2018. január 1.). Tourouvre Feings és Autheuil községekkel határos.

## Népesség
A település népessége az elmúlt években az alábbi módon változott:
| Lakosok száma | 1581 | 1641 | 1703 | 1633 | 1636 | 1642 | 1594 | 3239 | 1535 | 1530 |
|               | 1962 | 1968 | 1975 | 1990 | 1999 | 2008 | 2013 | 2016 | 2017 | 2018 |